# Halka (film 1930)
Halka – polski film z 1930 roku, będący filmową adaptacją opery Stanisława Moniuszki o tym samym tytule, mającej premierę w 1848 roku.

## O filmie
Jedna z trzech polskich przedwojennych ekranizacji opery Stanisława Moniuszki (pozostałe to Halka z 1913 roku i Halka z 1937 roku). Film początkowo był niemy, został nakręcony u schyłku epoki kina niemego. Wyświetlany był w kinach z ilustracją „śpiewno-muzyczną” nagraną na płytach gramofonowych. W 1932 roku film został udźwiękowiony na „stałe”. Arie Jontka śpiewał Władysław Ladis-Kiepura (młodszy brat Jana Kiepury), Halki - Zuzanna Karin, partie zbiorowe w wykonaniu zespołu artystów Opery Warszawskiej.
Film nie jest wierną adaptacją. Scenarzysta Jerzy Braun wykorzystał w scenariuszu jedynie główne motywy libretta. Zdjęcia plenerowe zrealizowano m.in. w Czorsztynie.
Film nie był znany powojennej publiczności. W obiegu był jedynie końcowy fragment pierwotnej, niemej wersji. W zbiorach Filmoteki Narodowej zachowało się wiele fragmentów materiałów do wersji udźwiękowionej z 1932 roku (ścięte negatywy obrazu, negatyw dźwięku, odrzuty dźwiękowe, kopie robocze), jednak stan ich zachowania przez dziesięciolecia nie pozwalał na eksploatację. Dzięki najnowszej technice (technologie cyfrowe) film udało się zrekonstruować cyfrowo.

## Obsada
- Zorika Szymańska (Halka),
- Harry Cort (Janusz),
- Helena Zahorska (matka Janusza),
- Włodzimierz Czerski (Jontek),
- Zofia Lindorfówna (Zosia),
- Marian Palewicz (stolnik),
- Henryk Kowalski (Dzimba),
- Konstanty Meglicki (dziadek),
- Franciszek Petersile